# Killatu järv

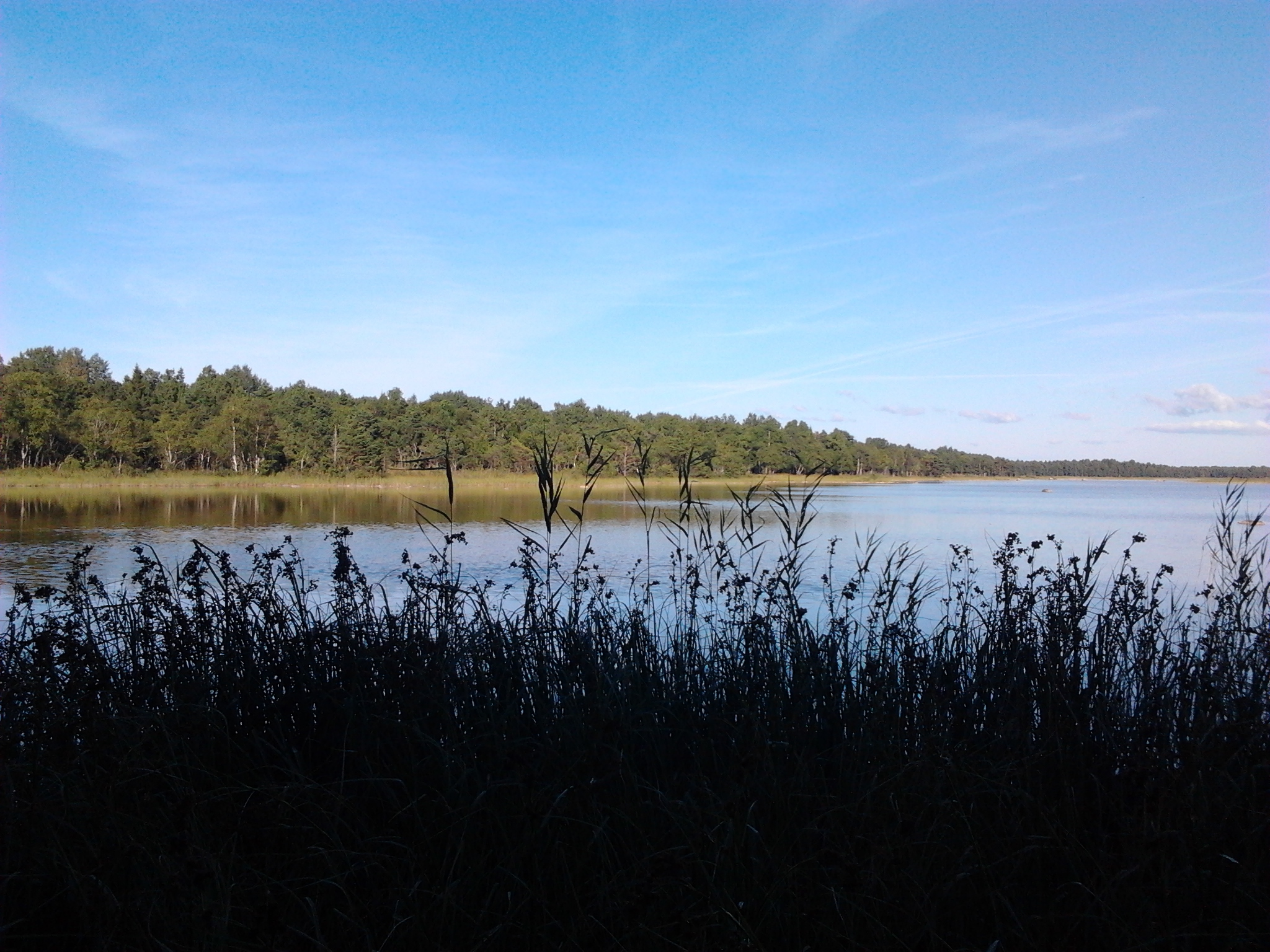
Nordwestliches Ende des Killatu-Sees am Fluss

Killatu järv, auch Kiljatu järv, Suurjärv, Kiljatu Suurjärv oder Kilatu järv, (järv = See) ist ein natürlicher See in der Landgemeinde Saaremaa im Kreis Saare auf der größten estnischen Insel Saaremaa. Einen Kilometer vom 40,2 Hektar großen See entfernt liegt der Ort Kuralase und 530 Meter entfernt liegt die Ostsee. Mit einer maximalen Tiefe von einem Meter ist er sehr seicht. Die einzige Insel des Sees ist 0,2 Hektar groß.